# اچ‌ام‌اس مارلبرو (۱۷۶۷)
اچ‌ام‌اس مارلبرو (۱۷۶۷) (به انگلیسی: HMS Marlborough (1767)) یک کشتی بود که طول آن ۱۶۸ فوت ۸٫۵ اینچ (۵۱٫۴۲۲ متر) بود. این کشتی در سال ۱۷۶۷ ساخته شد.